# Aberto de São Paulo 2013
El torneo Aberto de São Paulo 2013 es un torneo profesional de tenis. Pertenece al ATP Challenger Series 2013. Se disputó su 13.ª edición sobre superficie dura, en San Pablo, Brasil entre el 31 de diciembre y el 6 de enero de 2013.

## Jugadores participantes del cuadro de individuales

### Cabezas de serie
| País                 | Jugador                | Rank1 | Favorito |
| Bandera de Argentina | Horacio Zeballos       | 85    | 1        |
| Bandera de Argentina | Martín Alund           | 121   | 2        |
| Bandera de Brasil    | Rogério Dutra da Silva | 126   | 3        |
| Bandera de Brasil    | Thiago Alves           | 130   | 4        |
| Bandera de Argentina | Federico Delbonis      | 133   | 5        |
| Bandera de Portugal  | Gastão Elias           | 130   | 6        |
| Bandera de Brasil    | João Souza             | 144   | 7        |
| Bandera de Argentina | Agustín Velotti        | 172   | 8        |
| -------------------- | ---------------------- | ----- | -------- |

- 1 Se ha tomado en cuenta el ranking del 24 de diciembre de 2012.

### Otros participantes
Los siguientes jugadores recibieron una invitación (wild card), por lo tanto ingresan directamente al cuadro principal:
- Rafael Camilo
- Daniel Dutra da Silva
- Tiago Lopes
- Thiago Monteiro

Los siguientes jugadores ingresan al cuadro principal tras disputar el cuadro clasificatorio:
- Devin Britton
- André Ghem
- Austin Krajicek
- Franko Škugor

## Jugadores participantes en el cuadro de dobles

### Cabezas de serie
| País                      | Jugador         | País                | Jugador           | Rank1 | Favorito |
| Bandera de Estados Unidos | James Cerretani | Bandera de Canadá   | Adil Shamasdin    | 175   | 1        |
| Bandera de Australia      | Rameez Junaid   | Bandera de Alemania | Simon Stadler     | 185   | 2        |
| Bandera de Brasil         | André Ghem      | Bandera de Brasil   | João Souza        | 241   | 3        |
| Bandera de Sudáfrica      | Rik de Voest    | Bandera de Brasil   | Marcelo Demoliner | 247   | 4        |
| ------------------------- | --------------- | ------------------- | ----------------- | ----- | -------- |

- 1 Se ha tomado en cuenta el ranking del 24 de diciembre de 2012.

### Otros participantes
Los siguientes jugadores recibieron una invitación (wild card), por lo tanto ingresan directamente al cuadro principal:
- Rafael Camilo /  Daniel Dutra da Silva
- Rogério Dutra da Silva /  Eduardo Russi
- Ricardo Hocevar /  Leonardo Kirche

## Campeones

### Individual Masculino
- Horacio Zeballos  derrotó en la final a  Rogério Dutra da Silva por 7-6(5), 6-2

### Dobles Masculino
- James Cerretani /  Adil Shamasdin derrotaron en la final a  Federico Delbonis /  Renzo Olivo por 6(5)-7, 6-1, 11-9